# Lasiocampidae
Lasiocampidae là một họ bướm đêm thuộc bộ Lepidoptera. Họ này gồm hơn 2.000 loài phân bố khắp nơi trên thế giới, và có thể không phải tất cả chúng đã được nghiên cứu hay đặt tên.
Tên thường gọi của chúng là "bướm mũi to" do chúng có miệng nhô ra giống như một cái mũi to.
Sâu bướm của họ này có kích thước lớn và hầu hết có lông, đặc biệt ở hai bên hông. Đa số có những vạt da trên các chân giả của chúng và một cặp hạch trên bụng dưới của chúng. Chúng ăn nhiều loại cây và cây bụi khác nhau và thường được nguỵ trang giống với thực vật chúng sống trên đó. Một số loài được gọi là sâu bướm mạc do thói quen của chúng sống cùng nhau trong các tổ tơ.
Con trưởng thành có kích thước lớn với đôi cánh rộng và có thể vẫn mang đặc điểm phần miệng kéo dài đặc trưng hoặc giảm bớt. Các loài trong họ này hoặc sống cả ban ngày và đêm hoặc ban đêm. Con cái đẻ một số lượng lớn trứng dẹp và hoặc mịn hoặc hơi rỗ. Trong kén, trứng được phủ vật liệu mà sau đó cứng lại trong không khí. Con cái thường lớn hơn và chậm hơn so với con đực, nhưng các giới tính khác giống nhau. Bướm đêm thường có màu nâu hoặc màu xám, với các chân và cơ thể có lông.

## Phân loại
Phân họ Macromphalinae
- Euglyphis lankesteri
- Larch moth, Tolype laricis
- Tolype dayi
- Velleda lappet moth, or Large Tolype Tolype velleda
- Titya synoecura

Phân họ Gastropachinae
- American lappet moth, Phyllodesma americana
- Riley's lappet moth, Heteropacha rileyana

Phân họ Lasiocampinae
- Eastern tent caterpillar, Malacosoma americanum
- Forest tent caterpillar, Malacosoma disstrium
- Western tent caterpillar, Malacosoma californicum

Các chi incertae sedis
- Trabala
- Nesara

## Hình ảnh

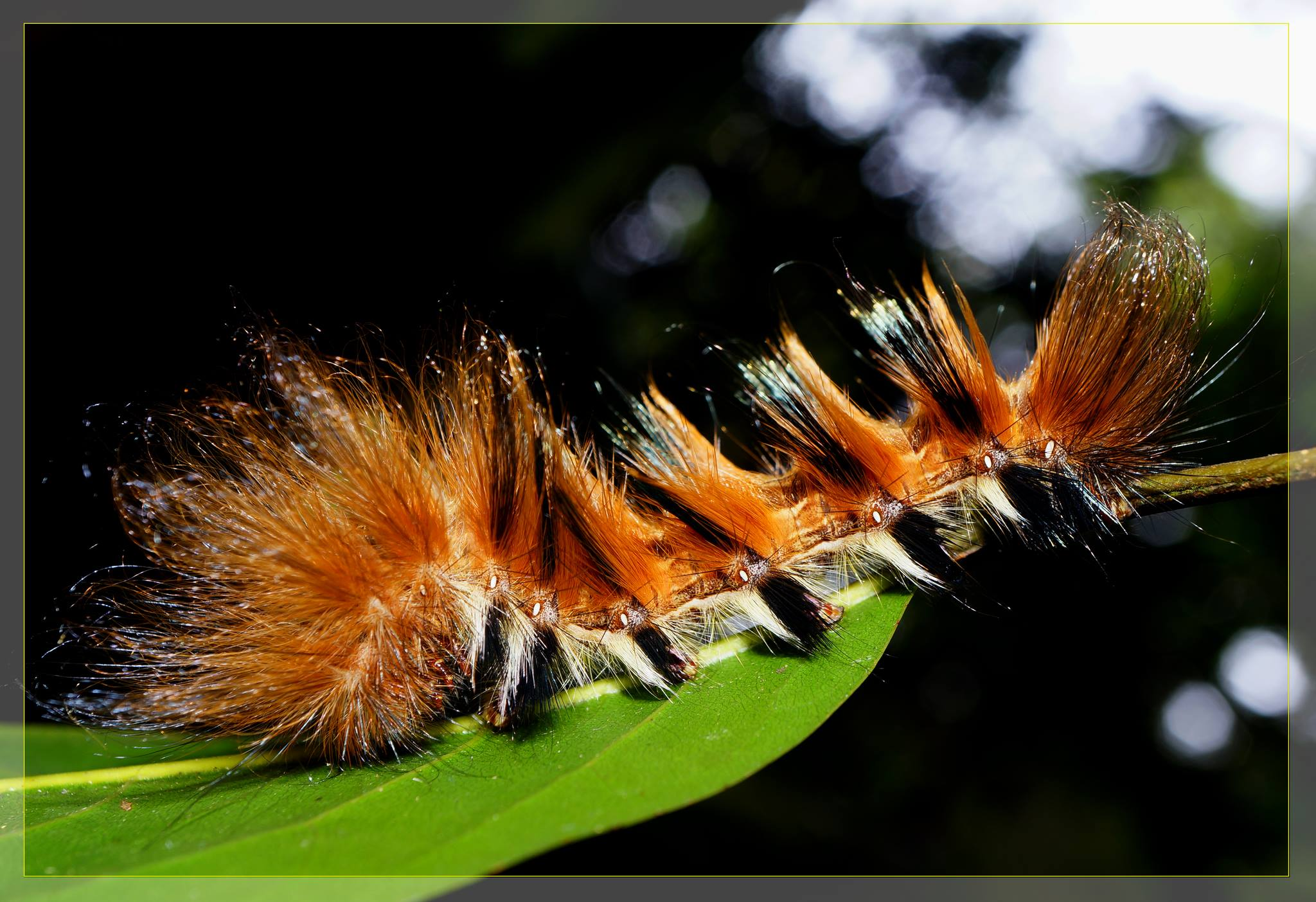
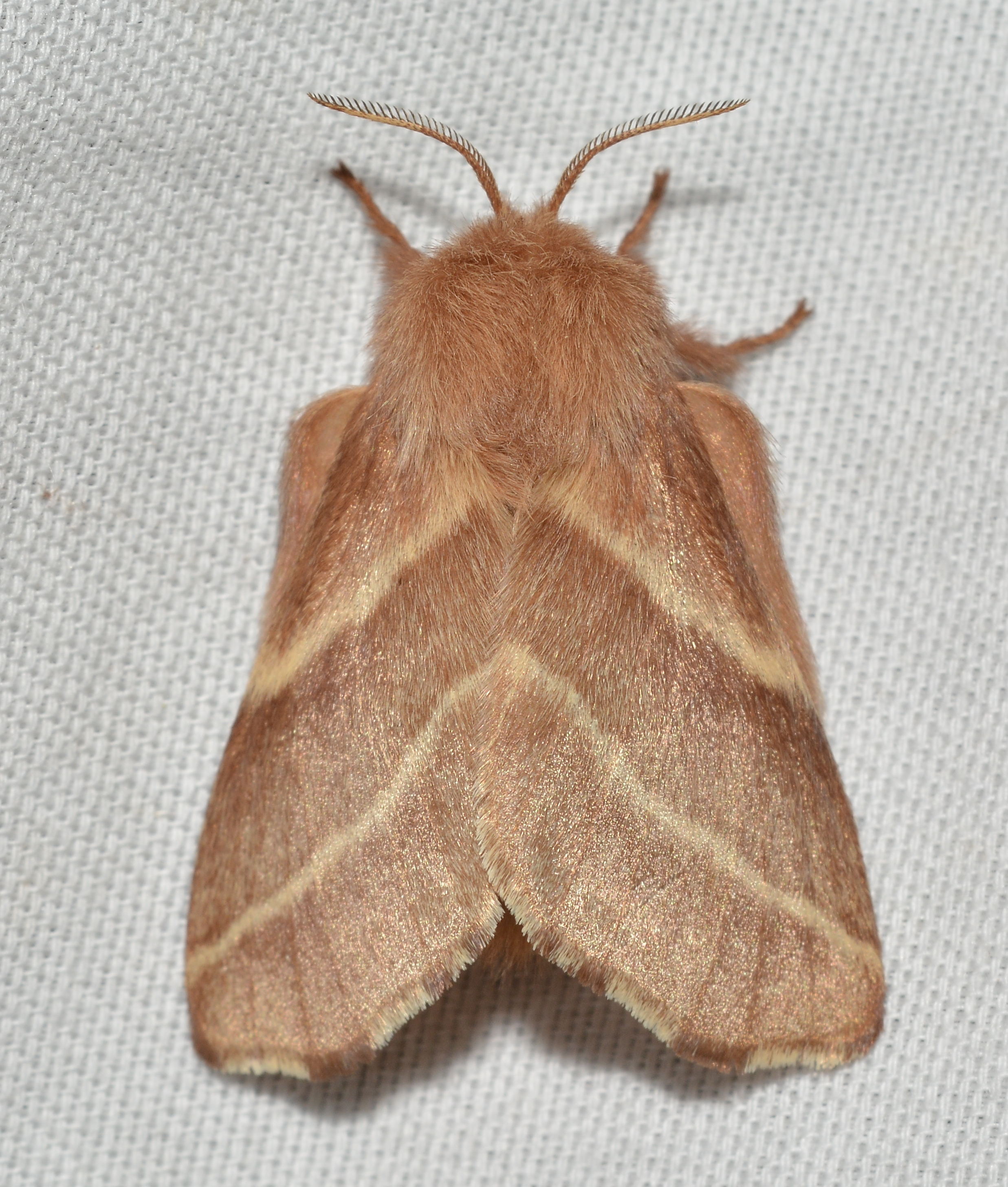